# Pontier
Pontier, eller pontiska greker (pontisk grekiska: Ρωμαίοι, Ρωμίοι; georgiska: პონტოელი ბერძნები; grekiska: Πόντιοι; turkiska: Pontus Rumları) kan antingen i allmänhet syfta till alla greker längs Svarta havet, eller mer specifikt till de greker som från Antiken bebodde regionen Pontos, senare Kejsardömet Trebizond, på Anatoliens nordkust mot Svarta havet (Evxinos pontos) i nuvarande östra Turkiet. De senare talar pontisk grekiska och uppgår till runt 3 miljoner, ursprungligen bosatta från Sinope i dagens Turkiet och upp längs den kaukasiska kusten till Suchumi i Abchazien i nuvarande Georgien och ända till Ukraina. 
Pontierna härstammar huvudsakligen från den joniska stammen av greker som koloniserade kusterna runt Svarta havet någon gång mellan 800 och 600 f.Kr. De kristnades senare, men deras språk, ursprungligen ett grekiskt talspråk, hyser större likheter med klassisk grekiska än dagens grekiska gör, och har därtill inslag av andra inhemska språkblandningar.

## Folkmordet 1920–1923
Sedan de turkiska utrensningarna, kallad Pontisk-grekiska folkmordet, 1920–1923, efter första världskriget, då dessa, i utbyte mot etniska turkar i Grekland, tvångsförflyttades till Grekland, finns de idag främst i nuvarande Grekland samt i områden i dagens Ryssland, Ukraina och Georgien; stora grupper har även utvandrat till bland annat USA och Australien. Detta skedde i samband med de armeniska folkmordet. Folkmordet på grekiska pontier som Turkiet genomförde krävde ca halv miljon liv.
Troligtvis finns många pontier kvar i dagens Turkiet. Omkring 120 000 grekättlingar antas leva i det numera georgiska Pontos, och uppemot 4 000 i det turkiska. Dessa har enligt Lausannefördraget blivit erkända som minoritet i Turkiet.